# Krondor : La Larme des dieux
 (octobre 2019).
Si vous disposez d'ouvrages ou d'articles de référence ou si vous connaissez des sites web de qualité traitant du thème abordé ici, merci de compléter l'article en donnant les références utiles à sa vérifiabilité et en les liant à la section « Notes et références ».
Krondor : La Larme des dieux est le troisième tome de la saga Le Legs de la faille, une série écrite par Raymond E. Feist. L'auteur s'est inspiré du scénario du jeu Return to Krondor.